# Czarne Góry
Czarne Góry – zespół wzniesień o maksymalnej wysokości 66,4 m n.p.m., znajdujących się na Wysoczyźnie Choczewskiej - Kępie Redkowickiej i położonych w woj. pomorskim, w powiecie lęborskim, na obszarze gminy Nowa Wieś Lęborska.
Ok. 0,5 km na północ leży wieś Czarnówko.

## Nazwa
Nazwę Czarne Góry wprowadzono urzędowo w 1949 roku, zastępując poprzednią niemiecką nazwę Schwarze Berge.